# Mà de pòquer
Hi ha moltes variants de pòquer, però tret que s'especifiqui a les regles de la variant que es jugui, les mans es valoren fent servir el conjunt tradicional de mans de cinc cartes. Aquestes són, en ordre descendent de més a menys valorades: 
| #  | Jugada                       | Jugada en anglès      | Descripció | Exemple         | Combinacions Possibles |
| -- | ---------------------------- | --------------------- | --- | --------------- | ---------------------- |
| 1  | Escala reial o Flor Imperial | Royal Straight Flush  | Les 5 cartes consecutives més altes del mateix pal del 10 a l'As, l'escala de color més alta possible.                                                                                                   | Escala reial    | 4                      |
| 2  | Escala de color              | Straight Flush        | 5 cartes consecutives del mateix pal, sense l'As com a carta alta, escala i color alhora. Probabilitat aprox. 0.0015%                                                                                    | Escala de color | 36                     |
| 3  | Pòquer                       | Four of a kind, Poker | 4 cartes iguals en el seu valor. Probabilitat aprox. 0.024% | Pòquer          | 624                    |
| 4  | Full                         | Full House, Boat      | 3 cartes iguals i altres 2 iguals, un trio i una parella. Probabilitat aprox. 0,14% | Full            | 3.744                  |
| 5  | Color                        | Flush                 | 5 cartes del mateix pal sense ser consecutives. Probabilitat aprox. 0,20% | Color           | 5.108                  |
| 6  | Escala                       | Straight              | 5 cartes consecutives de pals variats. Cal tenir en compte que un as pot incloure's bé com a cap de l'escala màxima (A-K-Q-J-10), bé com a cua de l'escala mínima (5-4-3-2-A). Probabilitat aprox. 0,39% | Escala          | 10.200                 |
| 7  | Trio                         | Three of a kind, Leg  | 3 cartes iguals en el seu valor. Probabilitat aprox. 2,1% | Trio            | 54.912                 |
| 8  | Doble parella                | Two Pairs             | 2 parells de cartes iguals en el seu valor, dos parelles. Probabilitat aprox. 4,75% | Doble parella   | 123.552                |
| 9  | Parella                      | One Pair              | 2 cartes iguals. Probabilitat aprox. 42,25% | Parella         | 1.339.728              |
| 10 | Carta més alta               | High Card             | La carta més alta entre les presents. Probabilitat aprox. 50% (sense cap parella etc.) | Carta més alta  | 1.302.540              |

A més, a les variants de pòquer que accepten comodins també pot aparèixer el repòquer (per exemple, J-J-J-J-Comodí), quatre cartes iguals i un comodí. Probabilitat aprox. 0.0005%.

## Regles Generals
Al valorar una mà de pòquer s'apliquen aquestes regles: 
- Les cartes individuals es valoren de més a menys: A (alta), K, Q, J, 10, 9, 8, 7, 6, 5, 4, 3, 2 (baixa). Els valors de les cartes individuals generalment s'usen per a avaluar mans que no contenen parelles ni cap altra combinació, o per a avaluar la carta desemparellada (kicker) més alta entre mans d'altra manera empatades, en particular a les mans carta alta, parella, doble parella, o trio.

- Els pals no tenen valor. Els pals de les cartes s'usen principalment per a determinar si una mà entra en una categoria, en particular a les mans color i escala. En la majoria de les variants, si dos jugadors tenen mans que són idèntiques excepte pel pal, llavors es considera un empat i es parteixen els diners del pot. De vegades s'usa una valoració anomenada carta alta per pal només per a seleccionar a l'atzar el jugador que reparteix inicialment.

- Una mà sempre es compon de cinc cartes. En jocs on el jugador disposa de més de cinc cartes, les mans es qualifiquen escollint algun subconjunt de cinc cartes, d'acord amb les regles del joc, i comparant aquesta mà de cinc cartes contra les altres mans de cinc cartes que presenten cada un dels altres jugadors. Les cartes que sobrin després de triar les cinc cartes de cada mà ja no tenen implicació per determinar el guanyador.

- Les mans primer s'avaluen per categoria, i després individualment. Això significa, que la mà mínima en una categoria venç totes les mans de totes les categories inferiors. Per exemple, qualsevol doble parella venç totes les mans que només tenen una parella o una carta més alta. L'avaluació es fa carta a carta només entre dues mans de la mateixa categoria.

- L'ordre que es reparteixen o que es mostren les cartes no és important.

## Enfrontaments cas per cas i desempats
Així es pot enumerar explícitament cas per cas:
- Entre dues mans amb escala de color reial, hi ha empat.
- Entre dues mans amb escala de color, mana l'escala que té la carta més alta, o si són iguals hi ha empat.
- Entre dues mans amb pòquer, mana la que té el pòquer més alt. L'empat de pòquers és impossible si es juga amb un sol joc de cartes i sense comodins.
- Entre dues mans amb full, mana la que té el trio més alt. L'empat de fulls, com el de trios, és impossible si es juga amb un sol joc de cartes i sense comodins.
- Entre dues mans amb color (sense escala), mana la que té la carta més alta, o si són iguals, llavors mana la segona carta més alta, etc. successivament. Altrament hi ha empat.
- Entre dues mans amb escala (sense color), mana l'escala que té la carta més alta, o si són iguals hi ha empat.
- Entre dues mans amb trio, mana la que té el trio més alt. L'empat de trios és impossible si es juga amb un sol joc de cartes i sense comodins.
- Entre dues mans amb dobles parelles, mana la que té la parella més alta, o si són iguals, llavors mana la segona parella més alta, o si també són iguals, llavors mana la carta desemparellada més alta. Altrament hi ha empat.
- Entre dues mans amb parella, mana la que té la parella més alta, o si són iguals, llavors mana la segona carta més alta, etc. successivament. Altrament hi ha empat.
- Entre dues mans amb només carta més alta, mana la que té la carta alta més alta, o si són iguals, llavors mana la segona carta més alta, etc. successivament. Altrament hi ha empat.